# Hannie Bal
Johanna Anna Maria (Hannie) Bal (Den Haag, 4 augustus 1921 - Den Haag, 24 oktober 2012) was een Nederlandse schilderes.

## Leven en werk
Hannie Bal studeerde aan de Koninklijke Academie van Beeldende Kunsten in Den Haag en aan de Academie Antwerpen in Antwerpen. Ze maakte schilderijen, aquarellen en tekeningen. Interieurs, non-figuratieve kunst, stadsgezichten, landschappen en stillevens waren haar thema's. Hannie Bal werkte in Den Haag en in Voorschoten. Ze was lid van de kunstenaarsgroep Verve. Haar werk wordt gerekend tot de Nieuwe Haagse School.
Hannie Bal trouwde in 1948 met de 23 jaar oudere Willem Schrofer, kunstdocent en kunstschilder.